# نیکولای زیمیاتوف
نیکولای زیمیاتوف (به روسی: Никола́й Зимя́тов - Nikolay Zimyatov)ورزشکار مرد رشتهٔ اسکی صحرانوردی اهل کشور اتحاد جماهیر شوروی است. وی در بین سال‌های ‎۱۹۸۰ تا ۱۹۸۴ میلادی در مسابقات بازی‌های المپیک زمستانی در مجموع ۵ مدال، شامل ۴ مدال طلا و ۱ نقره را کسب کرد.